# Municipio Tequixquiac
Koordinaten: 19° 54′ N, 99° 9′ W
Tequixquiac ist ein Municipio im mexikanischen Bundesstaat México. Er gehört zur Zona Metropolitana del Valle de México, der Metropolregion um Mexiko-Stadt. Der Hauptsitz ist Santiago Tequixquiac. Das Municipio hatte im Jahr 2010 33.907 Einwohner, seine Fläche beträgt 122,9 km².

## Der Name
Der Name Tequixquiac kommt aus dem Nahuatl: tequixquitl bedeutet „Salpeter“, atl bedeutet „Wasser“ und -c bedeutet „Ort, Stelle“, Tequixquiac also in etwa „Ort des salpeterhaltigen Wassers“.

## Geographie

Río Salado (Salzfluss) in Tlapanaloya, Municipio Tequixquiac

Tequixquiac liegt im Norden des Bundesstaates México, 84 km nördlich von Mexiko-Stadt. Tequixquiac als orographische Zone liegt im Übergang des Tals von Mexiko zur Senke von Mezquital. Das Municipio grenzt im Norden und Westen an Apaxco, im Süden an Zumpango, an Huehuetoca im Südwesten, und im Osten an Hueypoxtla und Atotonilco de Tula im Bundesstaat Hidalgo.
Die maximale Höhe des Municipios beträgt 2.820 Meter über dem Meeresspiegel. Santiago Tequixquac liegt im Schnitt auf 2.340 Metern. Das Gelände besteht aus niedrigen sanften Hügeln und kleinen Bächen. Der Municipio wird von zwei Kanälen durchquert, welche die Flüsse Río Grande und Xothe fassen und in den Salado münden.
Innerhalb des Municipios gibt es vier künstliche Stauseen:
- Staudamm von Dolores, der die Wässer der Kanäle speichert,
- Staudamm von Bermejo, der die Niederschläge aus den umliegenden Hügeln aufnimmt,
- Staudamm Salto befindet sich in der Stadt Tlapanaloya und
- Staudamm Xocoyol in der Schlucht von Apaxco.

Das Gebiet verfügt über 28 intermittierende, also zeitweise trocken fallende Bäche, neun tiefe Brunnen und elf Pumpen zu natürlichen Quellen.

## Geschichte

Das Kreuzbein von Tequixquiac.

Archäologische Stätte Los Mogotes auf dem Cerro Mesa Ahumada.

Das Gebiet war, wie archäologische Funde belegen, bereits vor 35.000 Jahren durch Einwanderer besiedelt, die über die Bering-Straße aus Asien gekommen waren. Eines der wichtigsten Fundstücke trägt die Bezeichnung Hueso Sacro de Tequixquiac (Kreuzbein von Tequixquiac), das vor 22.000 Jahren geschnitzt wurde. Die ersten Siedler von Tequixquiac waren (Azteken und Otomí), die sich an diesem Ort mit vielen Flüssen und Quellen niederließen und vor allem Landwirtschaft und Viehzucht betrieben. Tequixquiac stammt von einer seit dem 2. Jahrhundert nachweisbaren chichimekischen Siedlung ab und wurde am 2. März 1552 zu einer eigenständigen Gemeinde erhoben.
Die Sankt-Jakobus-Apostel-Kirche wurde in mehreren Phasen gebaut. In jeder der vier Ecken des Vorraumes gibt es Brunnen, und in der Mitte befindet sich ein offener Raum mit salomonischen Säulen. Die Fassade besitzt zwei Türen, deren steinerne Umfassung mit indigener Symbolik verziert wurde. Der Tempel und die Stadt sind dem Apostel Jakobus geweiht. Während einer Dürre wurde eine Skulptur des Señor de la Capilla (Unser Herr der Kapelle) aus Apaxco nach Tequixquiac gebracht. Seitdem blieb sie in der Stadt, und es wurden ihr viele Wunder zugeschrieben. Die Pfarrei wurde 1856 gebaut.
Während des Porfiriats wurden die Entwässerungstunnel für das Tal von Mexiko gebaut, um den schweren Überschwemmungen abzuhelfen, die dort seit alters her aufgetreten sind. Sie wurden errichtet von Ingenieur Francisco Garay unter der Leitung von Miguel Iglesias. Am 4. Februar 1870 fand man unter der Leitung des Ingenieurs Tito Rosas in der Baugrube von Tequixquiac in zwölf Meter Tiefe das Kreuzbein. Das Tunnel-Projekt wurde am 17. März 1900 abgeschlossen und von Porfirio Diaz eingeweiht.
Seit Mitte des 20. Jahrhunderts breitete sich in Tequixquiac eine ungeplante Urbanisierung aus. Die Ursache dafür waren Bodenspekulationen der Regierungsbehörden des Bundesstaates México, die der Ex-Gouverneur Arturo Montiel Rojas über die Firma Wilk SA angestoßen hatte.
Am 5. Juli 2009 gewann zum ersten Mal eine Frau die Bürgermeisterwahlen von Tequixquiac: Xochitl Ramírez Ramírez trat ihr Amt am 1. Oktober 2009 an.

## Bevölkerung
| Jahr | Einwohner |
| ---- | --------- |
| 1990 | 20.784    |
| 2000 | 28.039    |
| 2010 | 33.907    |

Tequixquiac zählte im Jahr 2010 33.907 Einwohner.

### Größte Orte

Lage der Orte im Municipio

| Städte               | Einwohner |
| Gemeinde             | 33.907    |
| Santiago Tequixquiac | 22.676    |
| Tlapanaloya          | 06.466    |
| San Miguel           | 02.754    |
| Wenceslao Labra      | 01.248    |

## Kultur

### Architektur

St. Jakobus Apostel-Kirche.

Die Sankt-Jakobus-Apostel-Kirche wurde in mehreren Etappen gebaut. Das Atrium war ein großer Raum eingeschlossen in Stein mit einem Kreuz obendrauf, aber mit christlichen und indigenen Symbolen an den Wänden. In jeder der vier Ecken gibt es Brunnen, und in der Mitte befindet sich ein offener Raum mit salomonischen Säulen. Die Fassade besteht aus zwei Türen, die kunstvoll in Stein, die indigenen Symbolik enthält als auch verziert werden. Die Kirche und die Stadt sind dem Apostel Jakobus geweiht.

## Personen
Alexander von Humboldt besuchte und erforschte 1804 die Pueblos der Ureinwohner, und Porfirio Díaz weihte 1900 einen Kanal in dieser Gegend ein.
Fortino Hipólito Vera y Talonia war Bischof von Cuernavaca.